# Inopsis sylia
Inopsis sylia är en fjärilsart som beskrevs av Kirby 1892. Inopsis sylia ingår i släktet Inopsis och familjen björnspinnare. Inga underarter finns listade i Catalogue of Life.